# 羅瓦河

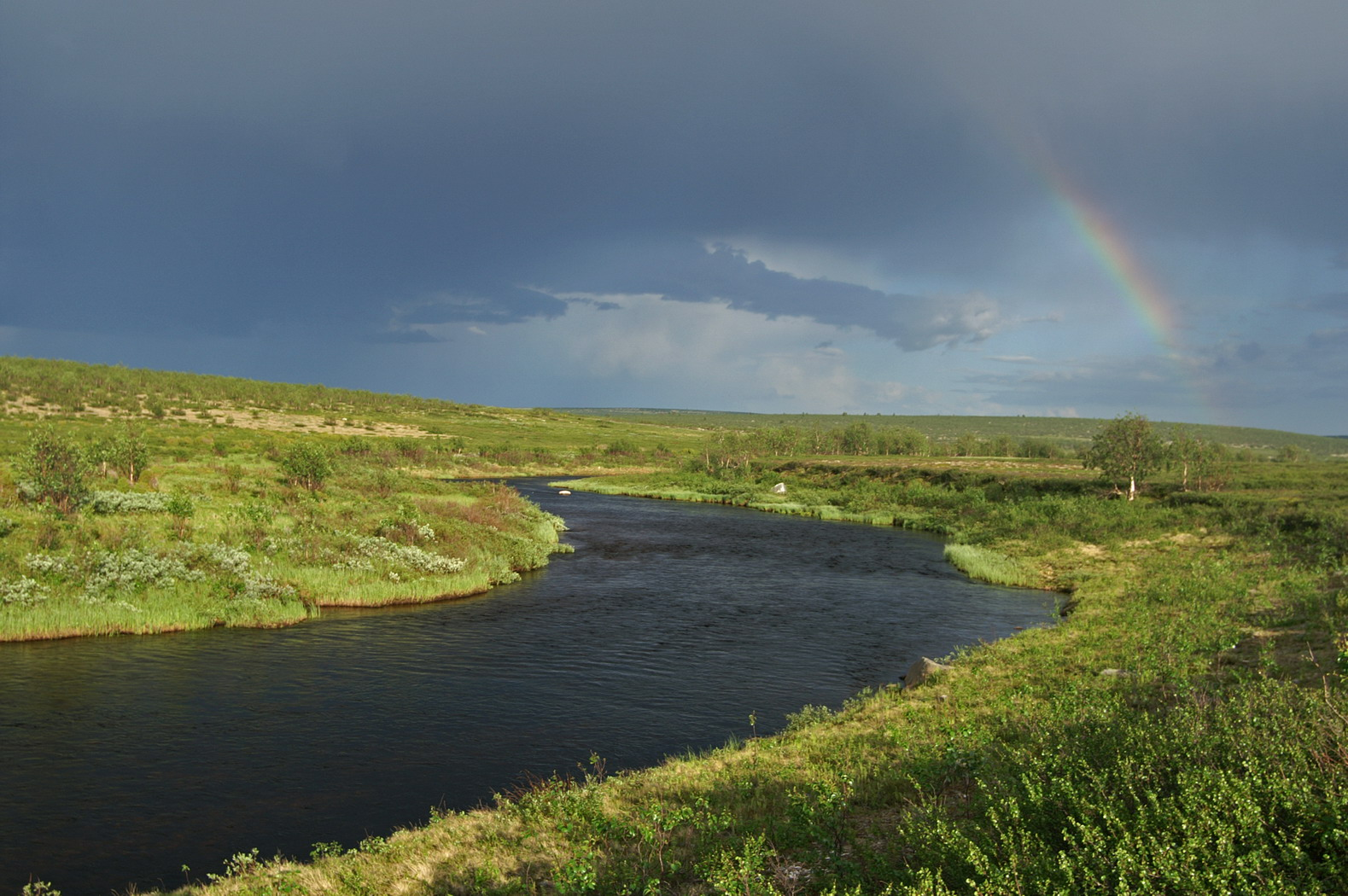
图为罗瓦河

羅瓦河是俄羅斯的河流，位於科拉半島中部，由摩爾曼斯克州負責管轄，河道全長49公里，流域面积438平方公里，河水主要來自融雪，最終在海拔高度213米處注入約坎加河。